# Omomiłek alpejski
Omomiłek alpejski (Cantharis tristis) – gatunek chrząszcza z rodziny omomiłkowatych i podrodziny Cantharinae.
Gatunek ten opisany został po raz pierwszy w 1798 roku przez Johana Christiana Fabriciusa.
Chrząszcz o wydłużonym ciele długości od 8 do 10,5 mm. Głowę ma czarną z rudożółtymi narządami gębowymi oraz pierwszym i drugim członem czułków. Przedplecze jest szersze niż dłuższe, o wypukłej krawędzi przedniej, zaokrąglonych kątach przednich, zaokrąglonych brzegach bocznych i niewystających kątach tylnych. Ubarwienie ma czarne. Pokrywy również są całkiem czarne, porośnięte jednorodnym owłosieniem. Kolor odnóży jest czarny do czarniawobrązowego. Odwłok jest czarny z żółtopomarańczowo zabarwionymi tylnymi częściami bocznych krawędzi tergitów.
Owad ten zasiedla piętro subalpejskie i piętro alpejskie gór środkowej części Europy, preferując stanowiska o wapiennym podłożu. W Alpach dochodzi do około 2500 m n.p.m. Osobniki dorosłe obserwuje się od kwietnia do sierpnia, ze szczytem pojawu w czerwcu.
Gatunek palearktyczny, europejski, znany z Hiszpanii, Francji, Niemiec, Szwajcarii, Austrii, Włoch, Polski, Czech, Słowacji, Węgier i Ukrainy. W Polsce podawany jest z Karkonoszy, Babiej Góry i Tatr, przy czym stanowiska współczesne dotyczą tylko tych ostatnich.